# Енергоємність ВВП
Енергоє́мність валово́го вну́трішнього проду́кту — узагальнюючий макроекономічний показник, що характеризує рівень витрат паливно-енергетичних ресурсів на одиницю виробленого валового внутрішнього продукту. Одна з фундаментальних характеристик для економіки кожної країни.

## Розрахунок
Визначається як відношення загальних обсягів споживання паливноенергетичних ресурсів виробничою і невиробночою сферами до ВВП країни за певний період.
 де P — обсяг споживання ПЕР для задоволення енергетичних виробничих і невиробничих потреб країни; Vgdp — обсяг ВВП країни;
Для розрахунку з метою мінімізації впливу грошової емісії, валютних коливань національних валют, при зіставленні енергоємності ВВП для різних країн здебільшого використовують ВВП країни за ПКС у доларах США, або євро. Для інших видів макроекономічного аналізу допустиме використання номінального ВВП, ВВП вираженого у національній валюті.
Для оцінки обсягу споживання енергії використовують різні показники. Найчастіше в умовному паливі та у нафтовому еквіваленті (н. е.).

## Світ
В географічній структурі світу найбільшу енергоємність економік, як правило, мають сировинні країни, що володіють значними запасами енергетичних ресурсів. І навпаки — найменшу: розвинуті країни, здебільшого імпортери ПЕР. Обчислювати енергоємність економік нетто-експортерів паливно-енергетичних матеріалів за допопогою вище згаданого розрахунку енергємності ВВП, досить проблематично і сумнівно, так як в структурі ВВП даних країн значну частку займає власне експортна виручка від реалізації ПЕР, що ускладнює оцінку нергоємності ВВП. Тому для оцінки енергоємності економік значних експортерів ПЕР ряд економістів радять використовувати показник споживання ПЕР на душу населення.
|         | 1990  | 1991  | 1992  | 1993  | 1994  | 1995  | 1996  | 1997  | 1998  | 1999  | 2000  | 2001  | 2002  | 2003  | 2004  | 2005  | 2006  | 2007  | 2008  | 2009  | 2010  |
| ------- | ----- | ----- | ----- | ----- | ----- | ----- | ----- | ----- | ----- | ----- | ----- | ----- | ----- | ----- | ----- | ----- | ----- | ----- | ----- | ----- | ----- |
| Світ    | 0,370 | 0,355 | 0,334 | 0,332 | 0,313 | 0,289 | 0,291 | 0,295 | 0,299 | 0,293 | 0,291 | 0,296 | 0,290 | 0,267 | 0,248 | 0,237 | 0,224 | 0,204 | 0,188 | 0,196 | 0,190 |
| Україна | 0,895 | 0,888 | 0,810 | 0,779 | 0,847 | 0,885 | 0,923 | 0,919 | 0,892 | 0,900 | 0,836 | 0,746 | 0,686 | 0,626 | 0,552 | 0,518 | 0,472 | 0,418 | 0,391 | 0,387 | 0,390 |

Енергоємсність ВВП держав нетто-імпортерів паливноенергетичних ресурсів у 2010 році. (кг н. е./$).
- Польща — 0,13
- Німеччина — 0,108
- США — 0,155
- Франція — 0,117
- Китай — 0,23
- Японія — 0,116

Енергоємність ВВП України та Світу у динаміці, (н. е./$)
Україна
Світ

У Європі найбільшу енергоємність ВВП мають країни колишнього Радянського Союзу. Висока енергоємність ВВП цих країн є наслідком екстенсивного розвитку економік в комуністичний період і як наслідок певної технологічної відсталості, незадовільної галузевої структури національних економік та структури імпортно-експортних операцій, впливу «тіньового» сектора. Така ситуація об'єктивно обмежує конкурентоспроможність виробництв і лягає важким тягарем на економіку.

## Україна

Енергоємність ВВП України. Динаміка
Енергоємність ВВП України, (1 кг н.е. на $1 ВВП)
ВВП України за ПКС, (млрд $)
Споживання енергії Україною, (т. н. е.)

Найбільше споживання первинної енергії економікою України зафіксовано ще в радянські часи, в 1990 році — 269,1 мільйонів тонн енергії в нафтовому еквіваленті (т. н. е.). В цей рік УРСР споживала:
- 63 млн тонн нафти
- 124 млрд метрів кубічних природного газу
- близько 160 млн тонн кам'яного вугілля.
- 76 ТВт/год. ядерної енергії
- 10,7 ТВт/год. гідроенергії
- 0,1 млн.т. н. е. інших видів енергії.

ВВП за паритетом купівельної спроможності.
- 300,7 млрд дол. США

Споживання енергії на одиницю ВВП сягало одних з найвищих для тогочасної Європи значень: на 1 долар США виробленого валового внутрішнього продукту економіка УРСР споживала 0,8-1 кіліограми палива в нафтовому еквіваленті. В структурі енергоспоживання провідну роль займав здебільшого імпортний природний газ, який у 1990 році становив 41,5% від загального споживання енергії в Україні. та нафта, яка займала друге місце: 23,4% в загальній структурі споживання енергії УРСР.
Після розпаду СРСР занадто енергоємна економіка УРСР як і більшість пострадянських економік, виявилась неефективною і не змогла на рівних конкурувати з розвинутими капіталістичними економіками Заходу. Держава увійшла в рецесію 1990-х років. Розпачолось доволі різке скорочення споживання енергії, Яке відбувалось здебільшого екстенсивним шляхом: за рахунок зменшення виробництва. ВВП України у 1999–2000 роках впав у 2,2 раза порівняно з 1990 роком, до рекордно низького рівня: 147,8 млрд дол. Виробництво зменшувалось швидше ніж зменшувалась енергозатратність. Енергоємність економіки сягнула небачених для великих країн Європи 0,92 кг палива в нафтовому еквіваленті на 1 долар ВВП.
Після потрясінь 1990-х, з початком 2000-х років відбувається поступове усвідомлення важливості енергозбереження у власників підприємств та держави, приймаються відповідні програми як на окремих підприємствах так і загальнодержавні, відбувається перебудова деяких галузей економіки з використанням менш енергозатратного виробництва. В ГМК йде заміщення мартенівського виробництва доменним, конвертерами. Поступово дорогий імпортний газ майже повністю замінюється вугіллям в теплоелектрогенерації. В ЖКГ деякі обласні центри, зокрема Ужгород повністю відмовились від централізованого опалення і перейшли на індивідуальне: електричне й газове. ТЕС Чернігова переходить з газу на вітчизняне вугілля. Тощо. Навіть незначні кроки енергозбереження позитивно впливають на конкурентноздатність вітчизняної економіки. У 2008 році ВВП (за ПКС у цінах 1987 року) держави зростає до рекордних для України та УРСР 337,7 млрд дол. США. Енергоємність падає до 0,39 кілограм палива в нафтовому еквіваленті на один долар ВВП.
У 2009 світова фінансова криза викликає рецесію і в Україні, й ще більше падіння споживання енергії. До мінімального значення з часів відновлення Україною державності: 112 млн тонн. нафтового еквівалента. У 2010 році споживання зросло до 118 т. н. е., в структурі переважає:
- 11,1 млн тонн. нафти.
- 52 млрд метрів кубічних природного газу
- 72 млн тонн. кам'яне вугілля
- 89,2 ТВт/год. ядерної енергії
- 13 ТВт/год. гідроенергії
- 0,5 млн т. н. е. інших видів енергії.

ВВП за паритетом купівельної спроможності.
- 302,3 млрд дол. США

Протягом 1990–2010 р.р. економіка України скоротила енергоємність у 2,3 раза з 0,9 кг до 0,39 кг. палива у нафтовому еквіваленті на один вироблений долар ВВП. Споживання нафти скоротилось у 5,7 разів, газу у 2,6 раза, вугілля у 1,9 раза. В той же час зросло споживання ядерної і гідро- енергії. На 17,4% та 21,5% відповідно. З'явились джерела відновлювальної електрогенерації: ВЕС, СЕС.
Важливою для української економіки є тенденція зниження газоємності, що розпочалася у 2005 році зі стрімким зростанням цін на імпортований природний газ. Проте витрати цього енергоресурсу на одиницю ВВП залишаються найбільшими порівняно з витратами інших енергоресурсів, і в 2010 році склади 39,7% в енергобалансі держави. З яких більше половини імпортний газ (21% державного енергобалансу).
Однак попри позитивну динаміку: економіка України залишається однією з найбільш енергоємних порівняно з розвинутими країнами Європи. І в 2,05 раза перевищує світовий. Середньосвітова енергоємність ВВП, у 2010 році становила 0,19 кг еквівалента нафти на 1 долар світового внутрішнього продукту, в той же час в Україні — 0.39 кг.
Найбільш енергоємними галузями в Україні залишається металургія та хімічна промисловість. Так якщо частка витрат на паливо та енергію у собівартості товарної продукції металургії в Україні становить 40-60% залежно від виду виробництва, то у США, ФРН, Японії — 28-35%. У хімічній промисловості України для виробництва тонни аміаку споживання електричної енергії в 3 рази більше, ніж у США.